# Bei Ru
Баруйр Паносян (арм. Բարույր Փանոսեան), более известный под сценическим псевдонимом Bei Ru —  армяно-американский музыкальный продюсер и композитор, знакомый своим смешением ближневосточных ритмов с ударными, электронными звуками и живыми инструментами.
Баруйр наиболее известен своим альбомом «Little Armenia (L.A.)», который был создан с использованием почти исключительно армянских сэмплов музыки. Его второй альбом, «Saturday Night at The Magic Lamp», сочетает электронику, влияние музыки Среднего Востока, живые инструменты, фанк и хип-хоп. Недавно он написал три песни для фильма «Девушка возвращается одна ночью домой», иранского вампирского вестерна, спродюсированного Элайджи Вудом и распространённого журналом Vice, а также для фильма «Я улыбаюсь в ответ», в котором главную роль сыграла Сара Сильверман.

## Биография
Паносян родился 12 декабря 1980 года у армянских иммигрантов из Ливана в Лос-Анджелесе, штат Калифорния. Его родители в Ливане жили недалеко от Бейрута в городе под названием Анджар, в середине 1970-х годов они переехали в США и учились в Калифорнийском университете Лос-Анджелеса, после его окончания в Ливане разразилась гражданская война, они были вынуждены остаться. Отец Баруйра был одним из активных членов армянской общины Лос-Анджелеса, принимал участие во всех крупных акциях, собирал помощь Армении в трудные времена, привозил её в Ереван. Баруйр вырос в долине Сан-Фернандо со своей старшей сестрой и младшим братом, где некоторое время посещал армянскую дневную школу, участвовал в армянских культурных мероприятиях и часто путешествовал по своей исторической родине и в Ливан, что сыграло роль на развитие его звучания. В его семье говорили по-армянски и он был обычным американским подростком, которому также присущи армянские ценности. Также он посещал школу в городе Тафт в Вудленд Хиллз. Паруйр часто ссылается на то, что слышал старые армянские записи известных поп-певцов и композиторов, которых его родители включали в детстве, таких как Арутюн Памбукчян, Адисс Хармандян, Константин Орбелян, это стало основным влиянием на его музыку. Кроме того, детство сильно повлияло на его развитие как музыканта, так как он десять лет учился играть на классическом фортепиано. Он был умным музыкантом, который изучал психологию в университете, хотел стать художником и часто занимался рисованием. Окончил Калифорнийский университет в Нортридже по специальности психологии. В раннем подростковом возрасте Паносян начал интересоваться хип-хопом и решил продолжить карьеру в диджеинге. В возрасте 15 лет он копил деньги с работы в химчистке и купил свой первый набор музыкального оборудования, хотя за несколько лет до этого ему родители подарили синтезатор Casio.
В январе 2017 года по приглашению посетил в Ереване Центр креативных технологий «Тумо», в котором учил армянских детей и молодёжь созданию музыки.

## Карьера
В 2008 году Баруйр ворвался на сцену хип-хопа в Лос-Анджелесе со своим самостоятельно выпущенным альбомом «Beirut Gangster», в котором он сделал ремикс на альбом известного репера в США Jay-Z «American Gangster» со средневосточным влиянием и битами хип-хопа, что побудило впервые написать о нём в музыкальном журнале The Source. Для своего дебютного альбома Баруйр заимствует музыку, связанную с культурными ценностями Армении, такую как: «Տէր ողորմեա» («Господь, помилуй») из Божественной литургии Комитаса и «Гаяне» Арама Хачатуряна, а также фанк, соул и джазовых артистов 60-х и 70-х годов, иногда наслаивая образцы живым басом, барабанами, гитарами и даже применяя рожок. Иногда в его песнях проскальзывают фрагменты диалогов из англоязычных фильмов 1970-х годов об армянах. Баруйр специально для альбома искал армянские записи музыки на виниле и кассетах в Армении и Ливане.
С выходом дебютного альбома создаёт свой собственный лейбл Musa Ler Music.
В 2011 году Баруйр записывает альбом, который вышел в свет под названием «Little Armenia (L.A.)».
В 2015 году он записал третий студийный альбом «Saturday Night at The Magic Lamp», сочетающий электронику, влияние музыки Среднего Востока, живые инструменты, фанк и хип-хоп. Он привёл гитариста, басиста, нескольких клавишников и музыканта, играющего на уде, чтобы создать живой звук для своих песен. Электрический уд, сыгранный Лос-Анджелесским музыкантом Андраником Кзирияном, стал решающим для звучания некоторых треков на альбоме. В том же году он вышел на сцену во влиятельной «Lincoln Heights party Low End Theory» со своим новым материалом. После этого он отправился в Кувейт, чтобы принять участие в музыкальном мероприятии «Red Bull Music Academy», а также в Ливан и Иорданию.
7 октября 2016 года Bei Ru выпускает свой четвёртый альбом под названием «L.A. Zooo» с психоделическими джазовыми сэмлами с элементами фанковых гармонических мелодий. Он в данной пластинке отправляет слушателя в иное путешествие в город, где животные и люди живут бок-о-бок по законам природы. Баруйр создал свою музыку на третьем языке, используя её, чтобы рассказать историю, не произнеся ни слова.

## Дискография

### Альбомы
- Beirut Gangster (2008)
- Little Armenia (L.A.) (2011)
- Saturday Night at The Magic Lamp (2015)
- L.A. Zooo (2016)
- Pomegranate Juice (2020)
- Custom Made Life (2020)

## Видеография
- Sweet Temptress (2015)
- Say Goodbye (2015)
- Tigers On Tujunga (2017)
- Tortoisehead (2017)
- Anahid (2020)
- How To Let Go Of Bad Vibes (2020)
- Look At You feat. Zackey Force Funk (2021)